# Les Plages d'Agnès
Pour plus de détails, voir Fiche technique et Distribution.
Les Plages d'Agnès est un documentaire français réalisé par Agnès Varda et sorti en 2008.

## Synopsis
Autoportrait de la plus célèbre Française photographe-réalisatrice-féministe. Agnès Varda remonte le fleuve du temps en barque à voile (et se revoit en ado), refait (à reculons au sens propre comme au figuré) le parcours de ses « 80 balais et balayettes » offerts par son voisinage lors de son anniversaire en mai 2008 (ustensiles en crin et autres matières, d’une diversité équivalant à celle de ses œuvres). 
La cinéaste, qui aime bien consigner, ranger ses souvenirs dans des cahiers et amasser des tas de photos, répertorie les faits marquants de sa vie (privée et artistique) qui seraient comme autant d'images reflétées par des miroirs dispersés sur la plage de Sète. 
Avoir été conçue à Arles lui valut d’être baptisée « Arlette », prénom qu’elle a officiellement remplacé par celui d’Agnès (elle dit un jour « pourquoi pas Paulette si j’avais été conçue à Pau… »). 
Elle redécouvre sa maison natale d’Ixelles et réinvente la maison-bateau familiale sétoise. Elle revisite les plages des Flandres (Knokke-le-Zoute), de l’Hérault, de Vendée (Île de Noirmoutier), de Californie (Los Angeles), celles de son enfance belge (plage de La Panne) et sétoise (plage de la Corniche) puis celles où elle tourna les extérieurs de quelques-uns de ses films. Agnès Varda habite depuis le début des années 1950 la même maison de la rue Daguerre située dans un quartier parisien autrefois populaire. Elle va jusqu’à concurrencer la Mairie de Paris en installant une « Daguerre-Plage » dans sa rue, histoire de nous montrer le bouillonnement du staff de ses Productions Ciné-Tamaris situées à proximité. 
Sa rétrospective filmographique et photographique est émaillée d’une multitude de rencontres :
- rencontres amicales avec de simples pêcheurs sétois (des anciens de La Pointe Courte) et des confrères cinéastes indépendants californiens ;
- rencontres initiatiques, coups de cœur artistiques avec quelques icônes du théâtre, du cinéma, de la chanson : Jean Vilar (sa famille et le TNP), Gérard Philipe (« un Prince de Hombourg en Avignon »), Jean-Luc Godard (auquel elle réussit à faire ôter ses éternelles lunettes noires « pour qu’on voie enfin ses beaux yeux »)[1], Delphine Seyrig, Jim Morrison ;
- rencontres politiques et militantisme : Fidel Castro, la Chine, les Black Panthers, la Génération Hippie, Manifeste des 343 salopes ;
- sa rencontre avec l’homme de sa vie, Jacques Demy, qu’elle portraiture la larme à l’œil.

## Fiche technique
- Titre original : Les Plages d'Agnès
- Réalisation : Agnès Varda
- Scénario : Agnès Varda
- Décors : Franckie Diago
- Costumes : Agnès Varda porte sa garde-robe personnelle
- Photographie : Agnès Varda, Hélène Louvart, Alain Sakot, Arlene Nelson, Julia Fabry, Jean-Baptiste Morin
- Son : Pierre Mertens, Olivier Schwob, Frédéric Maury
- Montage : Agnès Varda, Baptiste Filloux, Jean-Baptiste Morin
- Musique : Joanna Bruzdowicz, Laurent Levesque, Stéphane Vilar, Paule Cornet
- Administration : Cécilia Rose, Éric Leprêtre
- Productrice : Agnès Varda
- Sociétés de production : Ciné-Tamaris, Arte France Cinéma
- Société de distribution : Les Films du losange
- Pays de production :  France
- Format : 35 mm - couleur et noir et blanc HD - 1.85:1 - son Dolby Digital
- Genre : documentaire, biographique
- Durée : 110 minutes
- Dates de sortie : 
  - Italie : 3 septembre 2008 à la Mostra de Venise
  - Canada : 10 septembre 2008 au Festival international du film de Toronto
  - France : 17 décembre 2008, sortie nationale
- (fr) Classifications CNC : tous publics, art et essai (visa no 118566 délivré le 20 novembre 2008)
- Box-office : 239 761 entrées dans les salles françaises

## Production
Le film a été tourné en anglais et en français, d'août 2006 à juin 2008.
Les  extérieurs ont été tournés en Belgique à Ixelles, Le Zoute, aux États-Unis à Los Angeles et en France en Corse-du-Sud, Ajaccio, Île de Noirmoutier, Paris, et Sète.

## Distribution
- Agnès Varda : elle-même
- Jacques Demy : lui-même (images d'archives)
- Mathieu Demy : lui-même
- Rosalie Varda : elle-même
- Jane Birkin : elle-même / la croupière
- Yolande Moreau : elle-même, racontant un souvenir d'enfance d'Agnès Varda
- Andrée Vilar : elle-même
- Christophe Vilar : lui-même
- Stéphane Vilar : lui-même
- Patricia Knop : elle-même

## Distinctions

### Récompenses
- Prix Méliès 2008 : prix de la critique du meilleur film français à Agnès Varda
- César du meilleur film documentaire 2009
- Étoiles d'or du cinéma français 2009 : Étoiles d'or du documentaire français à Agnès Varda
- Los Angeles Film Critics Association Awards 2009 : prix du film documentaire de non-fiction
- Chlotrudis Society for Independent Film 2009 : Chlotrudis Award du meilleur film documentaire
- National Society of Film Critics Awards 2009 : prix du meilleur film documentaire

### Nominations
- Prix du cinéma européen 2009 : Agnès Varda nommée pour le prix du meilleur documentaire
- Satellite Awards 2009 : film nommé pour le Satellite Award du meilleur documentaire
- Toronto Film Critics Association 2009 : film nommé pour prix du meilleur documentaire
- Chlotrudis Society for Independent Film 2009 : film nommé pour le Chlotrudis Award des meilleurs décors
- Directors Guild of America 2009 : Agnès Varda nommée pour le prix de la meilleure réalisation d'un documentaire
- Online Film Critics Society 2009 : film nommé pour le prix du meilleur documentaire

## Vidéographie
- Les Plages d'Agnès de Agnès  Varda, Ciné-Tamaris, 11 novembre 2009, DVD  Zone 2 PAL [présentation en ligne]Inclus bonus : Trapézistes et Voltigeurs (8 min) + Daguerre-Plage (9 min) + livret 16 pages couleur + magnets (BNF 42143681)